# Wojna syjamsko-kambodżańska (1603)
Wojna syjamsko-kambodżańska 1603 – krótkotrwała interwencja Syjamu, zakończona osadzeniem na tronie kambodżańskim księcia Srisuphanmy jako syjamskiego lennika. 
Po klęsce w wojnie syjamsko-kambodżańskiej 1593-1594, król Kambodży Sattha zbiegł do Luang Prabang w Laosie, gdzie zmarł w 1596, a jego brat, książę Srisuphanma został zabrany jako jeniec do Ajutthaji. Sattha w 1593 wysłał poselstwo do gubernatora hiszpańskich Filipinach, obiecując korzystne traktaty w zamian za pomoc. Grupa hiszpańskich awanturników dotarła do Kambodży już po wojnie, ale udało im się obalić lokalnego uzurpatora imieniem Chung Prei i osadzić na tronie najmłodszego syna Satthy. 
Młody król, imieniem Barom Reachea okazał się zupełnie niekompetentny, a jego hiszpańscy poplecznicy błyskawicznie zrazili sobie lokalną populację. W 1599 wybuchło powstanie, rebelianci zajęli Phnom Penh i zabili większość Hiszpanów. Na tronie kambodżańskim zasiedli następnie trzech kolejni niekompetentni i skorumpowani książęta, z których ostatnim był Keo Fa. Z tego powodu królowa-matka zwróciła się o pomoc do władcy Syjamu Naresuana, by ten przywrócił władzę księcia Srisuphanmy.
Naresuan zebrał armię w sile 6000 żołnierzy i Srisuphanma na czele tych oddziałów wtargnął do Kambodży, opanował sytuację i sam zasiadł na tronie jako król Barom Reachea IV. Pozostał lojalnym  wasalem  Ajutthaji do śmierci w 1618, wprowadzając na dworze kambodżańskim wiele syjamskich obyczajów i strojów.